# Caravan
Caravan este o trupă din districtul Canterbury, înființată de către David Sinclair, Richard Sinclair, Pye Hastings și Richard Coughlan. Trupa a devenit cunoscută între anii 1968 și 1970, perioadă în care făcea parte din scena Canterbury. Stilul abordat este un amestec de rock și jazz, combinație asemănătoare trupei contemporane ei, Soft Machine. Caravan rămâne și astăzi o trupă activă.

## Discografie
- Caravan (1968)
- If I Could Do It All Over Again, I'd Do It All Over You (1970)
- In the Land of Grey and Pink (1971)
- Waterloo Lily (1972)
- For Girls Who Grow Plump in the Night (1973)
- Caravan and the New Symphonia (1974)
- Cunning Stunts (Caravan album) (1975)
- Blind Dog at St. Dunstans (1976)
- Better by Far (1977)
- The Album (Caravan album) (1980)
- Back to Front (1982)
- Live 1990 (1992)
- BBC Radio 1 Live In Concert Radio One Live in Concert BBC 1975 (1991)
- Cool Water (1994)
- The Best Of Caravan – Canterbury Tales (1994)
- Battle of Hastings (album)|Battle of Hastings (1995)
- All Over You (1996)
- Live: Canterbury Comes to London (1997)
- Live in Holland: Back on the Tracks (1998)
- Songs for Oblivion Fishermen (1998)
- Ether Way (1998)
- Show of Our Lives (1998)
- Surprise Supplies (1999)
- All Over You Too (1999)
- Headloss (1999)
- The HTD Years (2000)
- Where But For Caravan Would I? (2000)
- Green Bottles For Marjorie (2002)
- Live at Fairfield Halls, 1974 (2002)
- The Unauthorized Breakfast Item (2004)
- The Show of Our Lives – Caravan at the BBC 1968–1975 (2007)
- Paradise Filter (2013)
- It’s None Of Your Business (2021)